# West Indies Women’s Cricket Team in England in der Saison 2012
Die Tour des West Indies Women’s Cricket Teams nach England in der Saison 2012 fand vom 4. bis zum 16. September 2012 statt. Die internationale Cricket-Tour war Bestandteil der Internationalen Cricket-Saison 2012 und umfasste fünf WTwenty20s. England gewann WTwenty20-Serie 4–1 und die WODI-Serie 3–0.

## Vorgeschichte
England spielte zuvor eine Tour gegen Pakistan, während der auch die West Indies gegen diese ein Spiel absolvierten.
Das letzte Aufeinandertreffen der beiden Mannschaften bei einer Tour fand in der Saison 2009/10 in den West Indies statt.

## Stadien
Die folgenden Stadien wurden für die Tour als Austragungsort vorgesehen.
| Stadion                       | Stadt             | Kapazität | Spiele  |
| ----------------------------- | ----------------- | --------- | ------- |
| Arundel Castle Cricket Ground | Arundel           | 6.000     | 5. WT20 |
| Emirates Durham               | Chester-le-Street | 17.000    | 1. WT20 |
| County Cricket Ground         | Hove              | 7.000     | 4. WT20 |
| Old Trafford Cricket Ground   | Manchester        | 19.000    | 2. WT20 |
| County Cricket Ground         | Northampton       | 6.500     | 3. WT20 |

## Kaderlisten
Die West Indies benannten ihren Kader am 21. August 2012.
England benannte seinen Kader am 21. August 2012.
| WTwenty20 | WTwenty20 |
| England | West Indies |
| --- | --- |
| - Charlotte Edwards (K) - Tammy Beaumont - Arran Brindle - Katherine Brunt - Holly Colvin - Lydia Greenway - Jenny Gunn - Danielle Hazell - Amy Jones - Heather Knight - Laura Marsh - Susie Rowe - Anya Shrubsole - Sarah Taylor (wk) - Danni Wyatt | - Isobel Joyce (K) - Shemaine Campbelle - Britney Cooper - Shanel Daley - Deandra Dottin - Stacy-Ann King - Kycia Knight - Anisa Mohammed - Subrina Munroe - Juliana Nero - Shaquana Quintyne - Shakera Selman - Tremayne Smartt - Stafanie Taylor |

## Tour Matches
| 4. September Scorecard | Loughborough | West Indies 94 (20)                   | – | England academy 95-7 (19.4) |
|                        |              | England Academy gewinnt mit 3 Wickets |   |                             |

## Women’s Twenty20 Internationals

### Erstes WTwenty20 in Chester-le-Street
| 8. September Scorecard | Chester-le-Street | West Indies 71-8 (20)         | – | England 72-2 (9.4) |
|                        |                   | England gewinnt mit 8 Wickets |   |                    |

Die West Indies gewannen den Münzwurf und entschieden sich als Schlagmannschaft zu beginnen. Als Spielerin des Spiels wurde Laura Marsh ausgezeichnet.

### Zweites WTwenty20 in Manchester
| 10. September Scorecard | Manchester | England 150-3 (20)          | – | West Indies 122-6 (20) |
|                         |            | England gewinnt mit 28 Runs |   |                        |

Die West Indies gewannen den Münzwurf und entschieden sich als Feldmannschaft zu beginnen. Als Spielerin des Spiels wurde Sarah Taylor ausgezeichnet.

### Drittes WTwenty20 in Northampton
| 13. September Scorecard | Northampton | England 103-7 (20)          | – | West Indies 93 (19.2) |
|                         |             | England gewinnt mit 10 Runs |   |                       |

England gewann den Münzwurf und entschied sich als Schlagmannschaft zu beginnen. Als Spielerin des Spiels wurde Arran Briddle ausgezeichnet.

### Viertes WTwenty20 in Hove
| 15. September Scorecard | Hove | England 154-3 (20)          | – | West Indies 70-8 (20) |
|                         |      | England gewinnt mit 84 Runs |   |                       |

England gewann den Münzwurf und entschied sich als Schlagmannschaft zu beginnen. Als Spielerin des Spiels wurde Lydia Greenway ausgezeichnet.

### Fünftes WTwenty20 in Arundel
| 16. September Scorecard | Arundel | England 139-7 (20)                | – | West Indies 140-7 (20) |
|                         |         | West Indies gewinnt mit 3 Wickets |   |                        |

Die West Indies gewannen den Münzwurf und entschieden sich als Feldmannschaft zu beginnen. Als Spielerin des Spiels wurde Deandra Dottin ausgezeichnet.

## Auszeichnungen

### Player of the Series
Als Player of the Series wurden der folgende Spieler ausgezeichnet.
| Serie | Player of the Series |
| ----- | -------------------- |
| WT20  | Sarah Taylor         |

### Player of the Match
Als Player of the Match wurden die folgenden Spielerinnen ausgezeichnet.
| Spiel   | Player of the Match |
| ------- | ------------------- |
| 1. WT20 | Laura Marsh         |
| 2. WT20 | Sarah Taylor        |
| 3. WT20 | Arran Briddle       |
| 4. WT20 | Lydia Greenway      |
| 5. WT20 | Deandra Dottin      |